# Johann Siegfried Kähler
Johann Siegfried Kähler, auch Johannes Siegfried Kähler  (* 17. Januar 1743 in Triebel; † 10. Mai 1820 in Sommerfeld), war ein deutscher Mediziner und Stadtphysikus in Sommerfeld in der Niederlausitz.

## Leben
Johann Siegfried Kähler war der Sohn des Apothekers und Bürgermeisters von Triebel Johann Sigmund Kähler (1714–1763) und dessen Ehefrau Maria Dorothea (1722–1761), geborene Crüger. Er besuchte die Schule in Sorau, studierte an der Universität Leipzig Medizin und wurde am 5. Juni 1768 in Leipzig zum Dr. med. promoviert. Im Mai 1775 bestand er in Berlin die Staatsprüfung und wirkte anschließend als Stadtphysikus in Sommerfeld. Anlässlich seines 50-jährigen Arztjubiläums wurde er am 5. Juni 1818 zum Hofrat ernannt.
Am 12. September 1795 wurde Johann Siegfried Kähler unter der Präsidentschaft von Johann Christian von Schreber mit dem akademischen Beinamen Polydorus II. unter der Matrikel-Nr. 988 als Mitglied in die Leopoldina aufgenommen.
Johann Siegfried Kähler war seit 15. August 1770 verheiratet mit Christiane Dorothee (1748–1826), geborene Wendt, einer Tochter des Superintendenten Christian Wendt (1684–1774) und dessen Ehefrau Maria Margaretha (1708–1789), geborene Lichtenberg. Das Ehepaar hatte 5 Söhne (darunter der Theologe Ludwig August Kähler sowie der häufig mit Johann Siegfried Kähler verwechselte Mediziner Carl Siegfried Kähler (1773–1813)) und 3 Töchter, die früh verstarben.

## Schriften
- Dissertatio chemico-medica de ferro eiusque praecipuis praeparatis. Leipzig 1768 (Digitalisat)